# Guy Andrews Ham

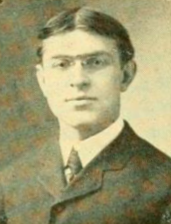
Guy Andrew Ham (1904)

Guy Andrews Ham (* 8. Juli 1878 in Boston, Massachusetts; † 23. März 1926 ebenda) war ein US-amerikanischer Rechtsanwalt, Bankier und Politiker (Republikanische Partei).

## Leben
Guy Andrews Ham wurde am 8. Juli 1878 in Boston als Sohn von Benjamin A. Ham und Louise H. Ham geboren. Seine Schulbildung erhielt er an der privaten Boston Latin School. Daraufhin graduierte er am Dartmouth College im Jahr 1900, wo er Mitglied der Studentenverbindung Phi Beta Kappa war und als Abschlussredner auftrat, und später an der Harvard Law School 1903. Danach ging Ham in den öffentlichen Dienst und war als Referent bei verschiedenen Behörden der Staatsregierung beschäftigt. Von 1904 bis 1908 war er Third Assistant District Attorney. Später ging Ham in die Privatwirtschaft und war in leitenden Funktionen (Präsident, Vizepräsident oder Direktor) bei verschiedenen Banken im Raum Boston tätig. Er selbst lebte mit seiner Frau Anna East Ham, die er 1908 geheiratet hatte ebenfalls in Boston. Die Ehe blieb kinderlos.
Seine politische Karriere startete Guy Andrews Ham, der sich den Republikanern angeschlossen hatte, von 1903 bis 1905 als Mitglied des Repräsentantenhauses von Massachusetts für den 20. Wahlbezirk des Suffolk Countrys. In seiner ersten Legislaturperiode war er Mitglied des Ausschusses zur Überarbeitung des Unternehmensrechts und in seinem zweiten Jahr Vorsitzender des Ausschusses zur Vorbereitung von Gesetzesentwürfen für die dritte Lesung, und Mitglied im Eisenbahnausschuss, wo er auch als Schreiber (Clerk) fungierte. 1912 nahm er als Delegierter an der Republican National Convention teil. Von 1913 bis 1914 war Ham für den 2. Wahlbezirk gewähltes Mitglied im Governor‘s Council. Der neunköpfige Governor’s Council berät den Gouverneur und muss bei der Besetzung verschiedener Ämter, bei Begnadigungen, bei Strafmilderungen sowie der Ausgabe von Optionsscheinen aus dem Staatshaushalt zustimmen. Ham war Mitglied in den Ausschüssen für Finanzen, Buchhaltung und Vollmachten, für Häfen, öffentliches Land und Eisenbahnen sowie für das State House. 1913 verpasste er mit 36,6 % knapp die Wiederwahl gegen seinen demokratischen Gegenkandidaten Charles W. Guy, der 37,7 % erreichte. Viele ehemalige Republikaner wählten damals die Progressive Party, die sich im Jahr zuvor von den Republikanern abgespaltet hatte. Im Jahr darauf eroberte Ham seinen Sitz im Governor‘s Council zurück und war somit erneut von 1915 bis 1916 Mitglied dieses Gremiums. In seiner zweiten Amtsperiode kehrte Ham in den Finanzausschuss und den Transportausschuss zurück. Außerdem saß er im Ausschuss für Begnadigungen, gemeinnützige Organisationen und Gefängnisse. Als der republikanische Vizegouverneur Grafton D. Cushing 1915 in den Vorwahlen für das Gouverneursamt kandidierte, versuchte Ham an seiner Stelle zum Vizegouverneur nominiert zu werden, aber scheiterte mit 40,3 % am späteren Präsidenten Calvin Coolidge, der 59,7 % der Stimmen erreichte. Nach dieser Niederlage strebte Guy Andrews Ham kein weiteres Amt mehr an. Er verstarb am 23. März 1926 im Alter von 47 Jahren. Er war Freimaurer im 32. Grad des Schottischen Ritus und Mitglied im Order of the Eastern Star.